# Берлинер АК 07
«Берлин Атлетик 07» (нем. Berliner Athletik Klub 07 или Berliner AK 07) — немецкий футбольный клуб из Берлина, с сезона 2024/25 выступает в Оберлиге «Северо-Восток», пятом по уровню в системе футбольных лиг страны.

## История
Клуб основан 15 декабря 1907 года, в первую очередь как легкоатлетический. Например, знаменитый Берлинский марафон первоначально проводился именно этим обществом. Футбольная команда появилась в 1908 году и выступала в низших городских лигах, никогда не имея профессионального статуса. В 1999 году «Атлетик» вышел в Оберлигу, впервые в своей истории.
В 2004 году в клубе произошла смена руководства — произошло объединение с двумя этническими турецкими командами из Берлина — BFC Güneyspor и Fenerbahce Berlin. В 2006 году клуб подписал договор о сотрудничестве с турецким клубом «Анкараспор» и сменил имя на «Анкараспор Берлин». Также изменились клубные цвета — с красно-белых на бело-синие, цвета головного клуба. В 2010 году команда впервые в истории выиграла Кубок Берлина и получила право выступить в Кубке Германии 2010/11.
В первом раунде дома «Анкараспор Берлин» принял клуб Первой Бундеслиги — «Майнц 05» и уступил 1:2. Однако в сезоне 2010/11 вновь сменилось руководство, которое вернуло клубу традиционное название и цвета. Это принесло «Атлетику» удачу, и команда, впервые в своей истории, вышла в Региональную лигу «Север».

## Известные игроки
- Пардис Фарджад-Азад